# محافظة كارافوتو
كارافوتو (باليابانية: 樺太) (بالروسية: Карафуто) ، وكانت تسمى «جنوب سخالين»، وهي محافظة يابانية تابعة للإمبراطورية اليابانية، ضمت الجزء الجنوبي كاملاً للأراضي اليابانية بعد خسارة القوات الروسية في الحرب اليابانية الروسية، وتحويلها إلى محافظة يابانية، واستقطب العدد الكثير من اليابانيين وتوطينهم بدءاً من عام 1905، وحتى سقطت سخالين سنة 1944.

## تهجير اليابانيين
بعد أن تمكنت الاتحاد السوفيتي من السيطرة على محافظة كارافوتو وجزر كوريل عام 1945م، وفي عام 1946 تمت ترحيل أعداداً كبيرة من اليابانيين وذلك بأمر من القيادة السوفيتية، وخرج اليابانيين واستقطبوا العدد من الروس إلى جنوب سخالين وضم جزر كوريل إلى الأراضي الروسية.

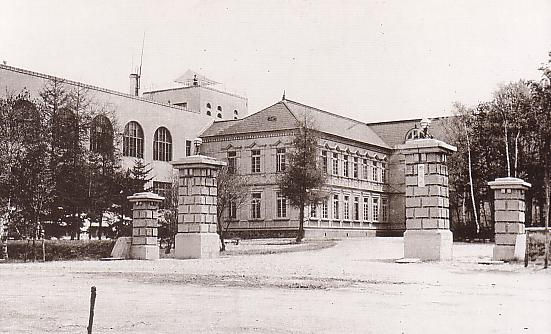
إحدى البنايات في محافظة كارافوتو

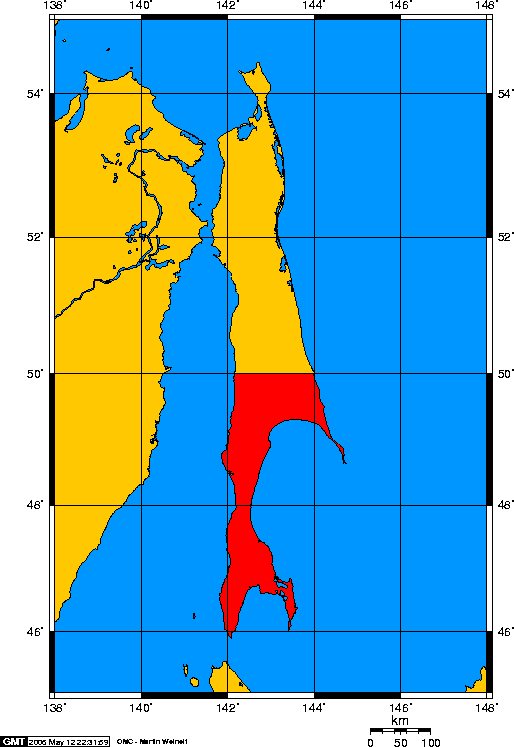
خارطة كارافوتو

### مدراء المحافظة اليابانية كارافوتو
| الاسم                        | من              | إلى             |
| ---------------------------- | --------------- | --------------- |
| كيشيرو كوماغاي               | 28 يوليو، 1905  | 31 مارس، 1907   |
| يوكيهيكو كوسونوزي            | 1 أبريل، 1907   | 24 أبريل، 1908  |
| تاكيجيرو توكونامي            | 24 أبريل، 1908  | 12 يونيو، 1908  |
| ساداتارو هيروكا              | 12 يونيو، 1908  | 5 يونيو، 1914   |
| بونجي أوكادا                 | 5 يونيو، 1914   | 9 أكتوبر، 1916  |
| أكيرا ماسايا                 | 13 أكتوبر، 1916 | 17 أبريل، 1919  |
| كينجيرو ناغاي                | 17 أبريل، 1919  | 11 يونيو، 1924  |
| أكيرا ماسايا (للمرة الثانية) | 11 يونيو، 1924  | 5 أغسطس،1926    |
| كاتسوزو تويوتا               | 5 أغسطس،1926    | 27 يوليو، 1927  |
| كوجي كيتا                    | 27 يوليو، 1927  | 9 يوليو، 1929   |
| شينوبو أغاتا                 | 9 يوليو، 1929   | 17 ديسمبر،1931  |
| ماساو كيشيموتو               | 17 ديسمبر،1931  | 5 يوليو، 1932   |
| تاكيشي إمامورو               | 5 يوليو، 1932   | 7 مايو، 1938    |
| موني توشيكازو                | 7 مايو، 1938    | 9 أبريل، 1940   |
| ماسايوشي أوغاوا              | 9 أبريل، 1940   | 1 يوليو، 1943   |
| توشيو أوتسو                  | 1 يوليو، 1943   | 11 نوفمبر، 1947 |